# アンテロープ郡
座標: 北緯42度18分 西経98度07分 / 北緯42.300度 西経98.117度
アンテロープ郡（英: Antelope County）は、アメリカ合衆国のネブラスカ州にある郡。2006年7月1日時点の人口は6,931人で、郡庁所在地はニーリー (Neligh)。郡内にはアシュフォール化石層国定自然ランドマークがある。
ネブラスカ州のナンバープレートで、アンテロープ郡の車両は最初の数字が26になっている。これは1922年にナンバープレートの制度を確立した際、アンテロープ郡の車両登録台数が州内の郡のなかで26番目に多かったからである。

## 地理
アメリカ合衆国国勢調査局によると、この郡は総面積2,223 km2 (858 mi2) である。このうち2,220 km2 (857 mi2)が陸地で、4 km2 (1 mi2) が川や湖などの水地域である。総面積のうちの0.16%が水地域となっている。

### 隣接する郡
- ノックス郡（北）
- ピアース郡（東）
- マディソン郡（南東）
- ブーン郡（南）
- ウィーラー郡（南西）
- ホルト郡（西）

## 人口動静

2000年国勢調査時の郡の人口ピラミッド

2000年の国勢調査によると、アンテロープ郡には7,452人、2,953世帯、及び2,073家族が暮らしている。人口密度は3/km2 (9/mi2) で、2/km2 (4/mi2) の平均的な密度に3,346軒の住居が建っている。この郡の人種の構成は白人98.82%、黒人（アフリカ系アメリカ人）0.05%、先住民0.31%、アジア系0.05%、太平洋諸島系はおらず、その他の人種0.28%、及び混血0.48%で、0.70%の人々がヒスパニックまたはラテン系である。郡の住民の57.9%がドイツ系、6.6%がイングランド系、6.6%がアメリカ系、5.9%がアイルランド系移民の子孫である。
アンテロープ郡に住む2,953世帯のうち、32.20%は18歳未満の子どもと暮らしており、62.50%は夫婦で生活している。5.50%は未婚の女性が世帯主であり、29.80%は家族以外の住人と同居している。27.80%は独居で、全世帯の16.20%は65歳以上の独居老人世帯である。1世帯あたりの平均人数は2.49人であり、家庭の場合は3.05人である。
郡の住民は27.50%が18歳未満の子どもで、18歳以上24歳以下が6.20%、25歳以上44歳以下が23.30%、45歳以上64歳以下が23.20%、および65歳以上が19.90%となっている。平均年齢は41歳である。女性100人に対して男性は96.80人いて、18歳以上の女性100人に対しては男性は94.30人いる。
郡の世帯ごとの平均収入は30,114米ドルで、家族ごとでは36,240米ドルである。男性の26,288米ドルに対して女性は16,926米ドルの平均的な収入がある。この郡の一人当たりの収入 (per capita income) は14,601米ドルである。総人口の13.60%、家族の10.30%は貧困線以下である。18歳未満の子どもの17.20%及び65歳以上の11.90%は貧困線以下の生活を送っている。

## 都市および村
- ブランズウィック (en:Brunswick, Nebraska)
- クリアウォーター (en:Clearwater, Nebraska)
- エルジン (en:Elgin, Nebraska)
- ニーリー (en:Neligh, Nebraska)
- オークデール (en:Oakdale, Nebraska)
- オーチャード (en:Orchard, Nebraska)
- ロイヤル (en:Royal, Nebraska)
- ティルデン (en:Tilden, Nebraska) マディソン郡にまたがって位置している

## 郡区
- ベイジル (en:Bazile Township, Antelope County, Nebraska)
- ブレイン (en:Blaine Township, Antelope County, Nebraska)
- バーネット (en:Burnett Township, Antelope County, Nebraska)
- シーダー (en:Cedar Township, Antelope County, Nebraska)
- クリアウォーター (en:Clearwater Township, Antelope County, Nebraska)
- クロウフォード (en:Crawford Township, Antelope County, Nebraska)
- カスター (en:Custer Township, Antelope County, Nebraska)
- エデン (en:Eden Township, Antelope County, Nebraska)
- エルジン (en:Elgin Township, Antelope County, Nebraska)
- エルスワース (en:Ellsworth Township, Antelope County, Nebraska)
- エルム (en:Elm Township, Antelope County, Nebraska)
- フレンチタウン (en:Frenchtown Township, Antelope County, Nebraska)
- ガーフィールド (en:Garfield Township, Antelope County, Nebraska)
- グラント (en:Grant Township, Antelope County, Nebraska)
- リンカーン (en:Lincoln Township, Antelope County, Nebraska)
- ローガン (en:Logan Township, Antelope County, Nebraska)
- ニーリー (en:Neligh Township, Antelope County, Nebraska)
- オークデール (en:Oakdale Township, Antelope County, Nebraska)
- オード (en:Ord Township, Antelope County, Nebraska)
- ロイヤル (en:Royal Township, Antelope County, Nebraska)
- シャーマン (en:Sherman Township, Antelope County, Nebraska)
- スタントン (en:Stanton Township, Antelope County, Nebraska)
- ヴァーディグリス (en:Verdigris Township, Antelope County, Nebraska)
- ウィロー (en:Willow Township, Antelope County, Nebraska)